# Линьоль-ле-Шато
Линьо́ль-ле-Шато́ (фр. Lignol-le-Château) — коммуна во Франции, находится в регионе Шампань — Арденны. Департамент — Об. Входит в состав кантона Бар-сюр-Об. Округ коммуны — Бар-сюр-Об.
Код INSEE коммуны — 10197.
Коммуна расположена приблизительно в 195 км к востоку от Парижа, в 90 км южнее Шалон-ан-Шампани, в 55 км к востоку от Труа.

## Население
Население коммуны на 2008 год составляло 203 человека.
| 1962 | 1968 | 1975 | 1982 | 1990 | 1999 | 2008 |
| ---- | ---- | ---- | ---- | ---- | ---- | ---- |
| 214  | 220  | 252  | 227  | 191  | 176  | 203  |

## Администрация
| Период | Период | Фамилия     | Партия | Примечания |
| ------ | ------ | ----------- | ------ | ---------- |
| ?      | 1966   | Бернар Пьо  |        |            |
| 1966   | 2001   | Франсуа Пьо |        |            |
| 2001   |        | Бернар Пьо  |        |            |

## Экономика
В 2007 году среди 116 человек в трудоспособном возрасте (15—64 лет) 92 были экономически активными, 24 — неактивными (показатель активности — 79,3 %, в 1999 году было 69,5 %). Из 92 активных работали 88 человек (50 мужчин и 38 женщин), безработных было 4 (2 мужчины и 2 женщины). Среди 24 неактивных 8 человек были учениками или студентами, 8 — пенсионерами, 8 были неактивными по другим причинам.

## Фотогалерея
- Церковь Сен-Сильвестр
- Церковь Сен-Сильвестр
- Карта коммуны